# Heinrich von Prieser
Heinrich Sebastian Prieser, ab 1834 von Prieser (* 20. Mai 1797 in Augsburg; † 28. Januar 1870 in Stuttgart), war ein Richter und Justizminister im Königreich Württemberg. Im Vormärz zählte er zu den sogenannten Demagogenverfolgern. 

## Leben
Prieser studierte an der Julius-Maximilians-Universität Würzburg (1814) und der Universität Landshut (1816) Rechtswissenschaft. 1819 wurde er in Landshut Mitglied des Corps Suevia. Nach den Examen und der Promotion zum Dr. iur. trat er in den Justizdienst Württembergs. 1824 wurde Prieser Assessor am Kreisgerichtshof in Esslingen.  Prieser machte sich trotz dieser Position in einer staatlichen Unterbehörde bald in Justizkreisen allgemein bekannt, in dem er bei der Aufdeckung und Verhaftung der Mitglieder des Jünglingsbunds in Württemberg mitwirkte. Am 28. September 1824 wandte sich Prieser in diesem Zusammenhang direkt an das Justitiariat und das Tübinger Oberamtsgericht und forderte beide Behörden auf, die Verschwörer Hase, Scheurer, Rödinger, Witt, Gräter und Hauff umgehend zu verhaften. Dies war ein erstmaliger Versuch, aus einer staatlichen Unterbehörde heraus in die verbrieften Privilegien zur juristischen Selbstbestimmung der Universität Tübingen einzugreifen. Dagegen protestierte der Rektor Gottlieb Friedrich Jäger beim Innenministerium. Innenminister Christoph Friedrich Schmidlin gab dem Tübinger Universitätsrektor zwar grundsätzlich Recht, spielte den Vorgang jedoch herunter, indem er Prieser eine leicht verzeihliche Unkenntnis der speziellen württembergischen Hochschuljustiz attestierte.  Letztlich hatte die Initiative Priesers die Verhaftung und Anklage von 21 Mitgliedern des Jünglingsbundes zur Folge. Am 26. und 27. Mai 1825 verkündete der Esslinger Gerichtshof gegen 19 Delinquenten Haftstrafen zwischen zwei Monaten und vier Jahren wegen versuchten Hochverrats, und dies entgegen den Grundlagen des Tübinger Universitätsgesetzes.
1828 trat Prieser eine Stelle als Kanzleidirektor im württembergischen Justizministerium an. Als richterliches Vollmitglied wurde Prieser in die fünfköpfige Bundeszentralbehörde berufen. Dort arbeitete er mit Karl von Preuschen zusammen. 1839 wurde er Staatsrat und leitete bis 1848 als Chef des Departements der Justiz das württembergische Justizministerium. 1843 erhielt er auch formal den Titel eines Justizministers. Heinrich von Treitschke schrieb: „An der Spitze des Justizwesens stand der gestrenge Prieser, der gleich manchen anderen verhaßten Beamten Süddeutschlands seine Schule in der Mainzer schwarzen Kommission durchgemacht hatte.“ Das bedeutet, dass v. Prieser zunächst Beamter im Büro der Mainzer Zentraluntersuchungskommission gewesen war.

## Ehrungen, Nobilitierung
- 1834 Ritterkreuz des Ordens der württembergischen Krone,[5] welches mit dem persönlichen Adelstitel verbunden war
- 1840 Kommenturkreuz des Ordens der Württembergischen Krone
- 1843 Ernennung zum Geheimrat

## Quelle
- Egbert Weiß: Corpsstudenten im Vormärz – „Verfolgte“ und „Verfolger“. Einst und Jetzt, Bd. 33 (1988), S. 60.